# 捨てられたディド (タルティーニ)
ヴァイオリンソナタ『捨てられたディド』（Didone abbandonata）は、ジュゼッペ・タルティーニの作曲したヴァイオリンソナタ。作曲年代・動機等は一切不明である。

## 作品の題材
この作品の題名「捨てられたディド」のディドとはギリシア・ローマ伝説テュロスの女王のことである。ディド女王はアエネアス（トロイアの英雄）と恋に落ちるが、彼は神命によりイタリアに去ってしまい、リビアの王と結婚を迫られた。嘆き悲しんだディドは王宮に火を放ち、その火中に身を投じて死んだという伝説がこの作品の題材である。各楽章にどの場面を描いたかを記したが、それはあくまで通説（タルティーニ自身によるものではない）であるので、個々の解釈があってよいであろう。

## 第一楽章
Affettuoso.愛らしく　の意。ディドがアエネアスを想う気持ちを描いたとされる哀切で、アルマンド風の曲。二部形式でかかれ、ト短調-変ロ長調-ニ短調-ト短調が大まかな変化であり、三連符、重音が多用されている。

## 第二楽章
Presto non troppo.燃え盛る王宮に身の投じたディドを描いたとされるクーラント風の急速楽章。上昇音階とアルペジオ風の音符が多用されるが、第二部でせわしない音形から一時開放されたような、カンタービレのやさしい旋律もある。前楽章と同じく二部形式で書かれ、ト短調-ニ短調-ト短調が大まかな変化。

## 第三楽章
Largo-Allegro comodo.Largoは第一楽章、第二楽章の総決算といった趣の重々しい曲で、重音が多用され、完全終止せずattaccaで始まるAllegro comodo（comodoは気楽に　の意）は亡き王女への挽歌といった趣のバルカローレ風の音楽で、第一、第二楽章とは異なって穏やかな雰囲気の曲。二部形式で書かれ、ト短調-ニ短調-ト短調が大まかな変化。第二部の終盤で、それまでとは異なって痛切な旋律がピアニッシモで奏でられるが、それもすぐに打ち破れ、最後は決然と曲を閉じる。